# Championnat du monde masculin de volley-ball des moins de 21 ans
 (mai 2017).
Si vous disposez d'ouvrages ou d'articles de référence ou si vous connaissez des sites web de qualité traitant du thème abordé ici, merci de compléter l'article en donnant les références utiles à sa vérifiabilité et en les liant à la section « Notes et références ».
 (septembre 2022).
Le championnat du monde masculin de volley-ball des moins de 21 ans est un tournoi international organisé tous les deux ans par la Fédération internationale de volley-ball (FIVB), dont la première édition a eu lieu en 1977 au Brésil.

## Palmarès
| Année | Organisateur           | Champion         | Finaliste | Troisième          | Quatrième          |
| ----- | ---------------------- | ---------------- | --------- | ------------------ | ------------------ |
| 1977  | Rio de Janeiro         | Union soviétique | Chine     | Brésil             | Mexique            |
| 1981  | Colorado Springs       | Union soviétique | Brésil    | Corée du Sud       | Chine              |
| 1985  | Milan                  | Union soviétique | Italie    | Cuba               | Corée du Sud       |
| 1987  | Bahreïn                | Corée du Sud     | Cuba      | Union soviétique   | Allemagne de l'Est |
| 1989  | Athènes                | Union soviétique | Japon     | Brésil             | Bulgarie           |
| 1991  | Le Caire               | Bulgarie         | Italie    | Union soviétique   | Brésil             |
| 1993  | Rosario                | Brésil           | Italie    | République tchèque | Argentine          |
| 1995  | Johor Bahru            | Russie           | Brésil    | Italie             | Finlande           |
| 1997  | Manama                 | Pologne          | Brésil    | Russie             | Venezuela          |
| 1999  | Ubon Ratchathani       | Russie           | France    | Brésil             | Venezuela          |
| 2001  | Wrocław                | Brésil           | Russie    | Venezuela          | Italie             |
| 2003  | Téhéran                | Pologne          | Brésil    | Bulgarie           | Corée du Sud       |
| 2005  | Visakhapatnam          | Russie           | Brésil    | Cuba               | Pays-Bas           |
| 2007  | Rabat/Casablanca       | Brésil           | Russie    | Iran               | Italie             |
| 2009  | Pune                   | Brésil           | Cuba      | Argentine          | Inde               |
| 2011  | Rio de Janeiro/Niteroi | Russie           | Argentine | Serbie             | États-Unis         |
| 2013  | Ankara/Izmir           | Russie           | Brésil    | Italie             | France             |
| 2015  | Tijuana/Mexicali       | Russie           | Argentine | Chine              | à compléter        |
| 2017  | Brno/Ceské Budejovice  | Pologne          | Cuba      | Russie             | à compléter        |

## Tableau des médailles
| Rang | Nation             | Or | Argent | Bronze | Total |
| ---- | ------------------ | -- | ------ | ------ | ----- |
| 1    | Russie             | 6  | 2      | 2      | 10    |
| 2    | Brésil             | 4  | 6      | 3      | 13    |
| 3    | Union soviétique   | 4  | 0      | 2      | 6     |
| 4    | Pologne            | 3  | 0      | 0      | 3     |
| 5    | Bulgarie           | 1  | 0      | 1      | 2     |
| -    | Corée du Sud       | 1  | 0      | 1      | 2     |
| 7    | Italie             | 0  | 3      | 2      | 5     |
| 8    | Cuba               | 0  | 3      | 2      | 5     |
| 9    | Argentine          | 0  | 2      | 1      | 3     |
| 10   | Chine              | 0  | 1      | 1      | 2     |
| -    | France             | 0  | 1      | 0      | 1     |
| -    | Japon              | 0  | 1      | 0      | 1     |
| 13   | Iran               | 0  | 0      | 1      | 1     |
| -    | République tchèque | 0  | 0      | 1      | 1     |
| -    | Venezuela          | 0  | 0      | 1      | 1     |
| -    | Serbie             | 0  | 0      | 1      | 1     |